# オメガクインテット
『オメガクインテット』（Omega Quintet）は、2014年10月2日にコンパイルハートから発売されたPlayStation 4用ゲームソフト。

## 概要
コンパイルハートの「ガラパゴスRPG」ブランド第2弾。「beep」と呼ばれる存在に浸食され終末に瀕する人類を救うため、主人公の少年は「詠巫女」と呼ばれる少女たちを率いて「beep」と戦う。
作中で詠巫女の戦いは街の住民に向けて配信されており、詠巫女の攻撃やダメージに応じて人々が熱狂し「ボルテージゲージ」が上昇する。この「ボルテージゲージ」のレベルによって詠巫女の能力が向上したり、ゲージを消費することで必殺技を放つことが可能になったりする。プレイヤーには戦闘に際しこのボルテージの活用・制御が求められ、アイドルのマネージャーもしくはプロデューサー的な役割を果たすことになる。
プレイヤーは詠巫女たちのダンスPVを作成したり、作成したPVをPS4のブロードキャスト機能を利用することで世界に配信したりできる。
エンディングは大きく分けてトゥルーとノーマルの2種類。トゥルールートで選んだ詠巫女によってエンディングが変化する。
当初、インターフェースなどの難点が目立っていたが、アップデートによってかなりプレイしやすくなっている。

## あらすじ
世界は「beep」と呼ばれる現象に覆われ、人類は小さい街に数万人を残すのみとなった。「beep」に対抗できるのは「詠巫女」と呼ばれる人間だけ。詠巫女は歌や踊りの力で「beep」を消滅させることができるのである。

## システム

### 戦闘
概要
フィールドに存在するシンボルに接触することで戦闘は開始する。この際、□ボタンで放つ光を相手に当てることで先制攻撃＋ボルテージゲージボーナスが発生する（初期ボルテージは前回戦闘終了時の4割）。
通常攻撃の他、SPを消費してのスキルやさらにボルテージゲージを消費するSスキルの他、ハーモニクスやライブモードといった特殊なモードへの移行が可能。
戦闘では位置の概念が存在し、スキルによって決まっている攻撃範囲に巻き込むことで複数体を同時に攻撃できる。これはプレイヤー側も同様。
また、攻撃や武器によって有効な距離が決まっており、苦手な距離では威力や命中率がダウンする。距離補正も種類によって異なる。
各キャラの行動回数は、装備中の武器の熟練度によって増加する（最大4回）。さらに、敵の撃破などによって次の行動回数が増加する（初期値と同じだけ増加する）。
なお、特殊モード発動や衣装・サポート対象変更は行動未選択時のみ実行可能で、行動数は消費しない。一回使用した技は、次の行動まで使用不可。
この行動は最初に回数分全て選択してから実行されるため、途中で回復などを行うことによるSPやボルテージゲージの増加は加味されない（残SPは行動選択ごとにその分減少するので、途中で使えなくなるということもない）。
防御を選択するとその時点で行動は終了となり、被ダメージ減少及び状態異常耐性が発生する。ただし、それまでに攻撃をしていると防御性能が低下する。
敵を倒した際、行動が終了するまでにさらに最大HP分以上のダメージを与えることでオーバーキルとなり、専用のドロップアイテムが確実に入手できる。
行動順序
行動数を消耗するアクションは、全てWait値が設定されており、使用すればするほど次にターンが回ってくるまで時間がかかるようになる。Wait値はアイテムやスキルによって個別であり、基本的に強力ならより行動が遅くなる。Waitはスキルの強化で減少する。
およそどのタイミングで行動できるかは右側に表示されている（行動を遅延させるスキルがあるので、この通りにはならない可能性がある）。
オーダーブレイク
敵のみが取る、特殊行動。簡潔に言うと行動順序の割り込みである。
各キャラに設定された特定の状態（敵残数やHPが一定以下など）になると発生し、行動順序を無視して次の行動はそのキャラとなる。
ボスキャラ・高難易度であればより発生しやすくなっており、油断すると瞬く間に戦況を引っくり返されかねない危険行動である。
雑魚でも使用するのだが、構成次第ではエンカウント早々オーダーブレイクという理不尽なケースもある。
フラッシュエフェクト
行動順表示には、キャラマークの隣にアイコンが表示されている場合がある。これがフラッシュエフェクトであり、行動時にアイコンごとに決められた効果を発揮する。
回復効果やリザルトボーナスなど基本的にプラス効果だけだが、有効であれば敵に対しても発動してしまうという意味ではデメリットでもある。
フラッシュエフェクトの位置は固定であり、うまい具合に狙ったとしても他キャラの行動等によってずれてしまうことがあるため、無理に狙わない方が面倒が少ない。
ハーモニクス
複数のキャラによる連携攻撃で、1行動ごとにキャラを選択できるようになる。言い換えると、参加メンバー全員を一人のキャラとして扱うシステム。この際、チェーンスキルという合体技が使用可能。また、オーバーキル判定は全てのキャラが行動終了したあとに行われる。
発動には複数のキャラの行動順が連続している必要があり、そのキャラ達でのみ行える。状態異常などで行動不能なキャラがいる場合、連続しているものと扱われない。また、発動時にタクトのサポート回数を消費する。
チェーンスキル
異なるキャラによるスキルが特定の組み合わせになっている場合、チェーンスキルが発動できる（選択されたスキル自体は実行されない）。チェーンスキルを発動するにあたって追加でSPが消費されることはない。
使用するためには各チェーンスキルの情報が記載された「拡張Disc」を入手する必要がある。
装備やスキル構成によって複数回発動可能であり、チェーンスキルには実行回数に上限はない（発動に必要なスキルがなくなるという形での上限はある）。
当初、リストで必要なスキルを確認して実際に選択する必要があったが、アップデートに伴ってチェーンスキルリストから簡単に選択できるようになった（使用の可否も一目でわかる）。また、周回すると改めてDiscを入手する必要があったが、アップデートにより現在はそういった制限はない。
ライブモード
ボルテージゲージを消費し、歌を歌いながらのライブ状態で戦闘を行うようになる。なお、これとは別にハーモニクスも同時発動可能。
この際、ゲージごとに事前設定したBGMが流れ、サポート効果が発生する。消費するゲージ数は1～5まで自由に選択可能で、当然消費が多いほど継続時間や効果が増加する。
キャラの行動時、観客からのリクエストが表示され、それに応えることでボルテージゲージ・キャラ及びタクトの行動回数・リザルトボーナスが加算される他、累計成功回数によってPVの演出が増える。
キャラの戦闘不能やコスチューム全損という放送事故な事態が起こった場合は強制的に中断される。
マグネティックフィールド
いわゆるガードゲージ。敵にのみ設定されており、攻撃を与えてゲージを0にすればフィールドブレイクして防御能力が低下する。また、ブレイク状態のキャラにSスキルやチェーンスキルを使うと追撃が行われ、Hit数が増加する。
同メーカーのRPGでよく見かけるシステムであるが、本作では行動ごとに全回復してしまうため一気に削りきる必要がある他、前述のオーダーブレイクの凶悪さの一端となっている。
サポート
タクトがサポートについているキャラが攻撃する時または攻撃を受ける時、タクトによるサポートを行うことができる。この回数はディスク解析によって増加する。
攻撃時の場合、追撃を行ってダメージを与え、さらに行動を遅延させる。
防御時の場合、ダメージを抑え、状態異常を完全に防ぐ。また、サポート対象を含む複数キャラへの攻撃の場合、別途対象となっているキャラ全てに同様の効果をもたらすグループ防御も実行可能。
本作では麻痺やスキル封じなど複数の状態異常叩き込んでくる敵が多数いるため、サポート防御は戦線を維持する上でかなり重要である。グループ防御を的確に行うため、サポート対象を中心に置いておくと便利。
これ以外にも事前設定したサポートスキルによって特殊な効果を得ることができる（発動に条件が必要な場合あり）。
ヘルプではサポート回数は事務所に戻る事で回復するとあるが、実際は戦闘ごとに全回復する他、敵を倒したりライブモードのリクエストに応えることで少し回復する。
使用武器
武器（音器）は詠巫女達が使用する斧・ナックル・槍・銃・扇の他、タクト専用の剣が存在する。
詠巫女たちにはそれぞれメインウェポンが設定されているが、それ以外の武器も装備可能。全てのキャラは全ての音器スキルを習得できるため、基本的に誰がどれを扱っても使い勝手という意味では致命的な差は出ない。
音器には物理攻撃力だけでなく、それぞれ持久力や瞬発力といった複数のステータスが上昇するようになっている。
装備している音器に経験値同様熟練度が蓄積され、一定レベル以上になれば攻撃回数が増加する。そのため、不慣れな音器では必然的に戦力が低くなる。
スキル
魔法スキルや音器スキルといった特殊攻撃。前述の通り、使用にはSPが必要。この消費SPはスキルの強化によって増加してしまうので、安易に強化するとかえって使いづらくなる。
スキルにはどのパラメータを参照するかが決まっている。音器スキルは種類によって異なり、魔法スキルは学習力・神事力が参照される。
音器では持久力（防御力）や瞬発力（素早さ）なども参照され、基本的に音器ごとの上昇ステータスはこれに従う。
各キャラの必殺技であるSスキルは現在装備している音器に拘らず、メインウェポンと同じ種類・参照値となる。そのため、Sスキルの使用にあたってはメインウェポン装備時が最強となる。
魔法スキルはスキル枠に習得済みのスキルを任意に設定する（スキル枠はディスク解析によって増加）。
攻撃魔法スキルには「フォロー」「リンク」という特性があり、フォローは同属性の魔法を連続することでダメージが、リンクは異なる指定の属性の魔法を使用することでボルテージとリザルトボーナスが増加するようになっている。
スキルによっては強化したり被弾した敵を弱化するものもある。効果ターン数は3ターンまでだが効果は重複し、強化・弱化ともに元々のステータス分まで変動する。
衣装
詠巫女らは立ち絵でも着ているコスチュームがメインの衣装であるが、小物や別衣装なども装備できる。
各衣装には「アンプ」と言われる装備をつけることができ、耐性やステータスの強化が行える。他の装備と違い、装着は工房（後述）でしか行えない。
衣装には耐久度が設定されており、ダメージを受け続けるとやがて破れ、最終的には下着姿となってしまう。こうなってしまうと、ライブモードの使用やアンプの効果がなくなるという単純なお色気要素にとどまらない特徴を持つ。
衣装の耐久力はお金をかけることで回復させられる他、同じくお金をかけることでレベルアップさせて耐久度を増加させることができる。また、アンプ装着数はレベルによって増加する。
戦闘中は耐久力の回復は行えないが、別に衣装が存在していればそちらに変更することができるので、余裕があれば複数用意しておくと安定する他、相手に合わせて耐性やステータスを切り替えたりも可能となる（アンプは別途必要となるが）。

### その他システム
フィールドアクション
キャラには、それぞれ固有のフィールドアクションが設定されており、それを使用することで閉鎖区域の開放やアイテムの入手が可能。
「リムーバル」を除いてそのキャラがパーティ内に存在しないと実行不可能だが、存在すれば実行時に一時的にそのキャラに切り替わるのでリーダーを切り替える必要はない。
それぞれレベルが設定されており、特定のクエスト達成によって上昇する。対象のオブジェクトに設定された必要レベルに到達していないと、失敗となる。なお、ジャンプ力も同様にレベルアップで上昇する。
- リムーバル：全キャラ共通のアクション。壁となっているbeepを消去し、その先に進めるようにする。消去されたbeepは以降復活しない。
- エリミネート：オトハのアクション。アイテムを覆う赤い立方体型beepを消去して中身を入手する。
- ブレイクスルー：カナデコのアクション。オブジェクトを殴打し、壊したり橋にしたりする。また、レベル3になると特定のポイントで高所へと移動できる「ハイジャンプ」が使用できる（降りる場合は不要）。
- アナライズ：ネネのアクション。ハッキングを行い、閉鎖された隔壁を解放する。他のキャラに比べて場所が限定されるため、出番は多くない。また、ハッキングするための端末がある側からでないと行えない。
- セイクリッドフィールド：キョウカのアクション。分厚いbeepを突破するための障壁を張る（あるいは同beepをジャンプで飛び越せるようになる）。リムーバルと違いbeep自体を消去する能力ではないため、最後まで使用する形になる。
- ダウジング：アリアのアクション。隠されたアイテムを発見する。アイテムの近くに行くと音が鳴り始め、近づくことで反応が激しくなる。入手するのに規定レベルが必要だが、発見自体には無関係。レベルが上がると反応範囲が広くなって見つけやすくなる。

クエスト
タウンマップ上のキャラに話しかけると依頼を受けることができる。
依頼者の出現には条件が必要な場合がある他、依頼ごとに有効期限が決められていてストーリーを進めると達成不可能になってしまう場合がある。
達成するとお金や支持率（後述）、アイテムの他にレアアイテムが隠されている場所を教えて貰える場合がある（改めて聞くことができないので注意）。
なお、一部のクエストは真エンドへの条件になっている。
支持率
詠巫女たちの支持率であり、実質タクトのマネージャーとしての経験値。単位は％であるが、上限は少なくとも億単位。通常の経験値とは完全に別軸で扱われ、この値によってタクトはレベルアップする。
前述の通り、クエスト達成の他、普通に敵を倒しても獲得できる。
また、クエストの出現にはこの値が既定値に到達している場合があるなど、ストーリー進行においても重要。そのためか、アップデートによって一部敵キャラの獲得支持率が大幅にアップした。
ディスク解析
詠巫女のスキルを管理するディスクを解析し、使用可能スキルの解放やレベルアップ時のステータス上昇をアップする。いわゆるスキルツリーであるが円形であり、中心から外に向かって解放していく。タクトのみ、構造が異なる。
解析にはレベルアップまたは武器熟練度上昇時などに獲得できるポイントが必要となる。また、特定の方向からの解析や他スキルの解放が必要な場合がある。
固有のパッシブスキルやSスキルを除けば、習得できる内容はキャラによって差はない。ただし、割り振られている位置は様々。
開放済みスキルに隣合ったスキル以外不可視・かなり広大・方向や別スキルといった条件がある上に周回ごとにリセットされるという煩雑な仕様だったが、アップデートによって全てのスキルがどう配置されているかが開示された。
PV作成
参加しているキャラによって、プロモーションビデオを作成する。単なる趣味要素で、出来によって戦闘が有利になるなどはない。ただし、クエスト依頼になっている場合あり。
最初にどの歌のPVにするかを選択し、歌のパートごとに立ち位置やカメラの動き、キャラのモーションを指定することができる。2パートをひとまとめにしたり、逆にひとまとめになっているパートを分割したりが可能。
頭から全て実行する以外にも、任意のパートだけ歌・ダンス・カメラを合わせて確認することもできる。また、一括再生時にはアドリブで衣装を透けさせたりタライを落としたりができる。
工房
事務所内にある工房では、EPと呼ばれるポイントを消費してアイテムを作成できる。ただし、最下位アイテム以外は他に条件が必要。
アンプは幻素と呼ばれる6属性毎に割り振られたポイントの消費が、それ以外はモンスターから奪える素材アイテムの分解が必要となる。
逆に、アイテムを分解してEPや幻素に変換できる。幻素とEPが大量に獲得できる「石」といういわゆる換金アイテムが存在している。
亜種として、作中限られた数しか入手できないアイテム「コイン」を消費し、CGや拡張Disc、衣装の設計図を入手できる「コレクトボックス」が存在する。コインは周回要素の獲得にも必要（コイン・周回要素獲得の是非ともに引き継ぎ不可）。
訓練施設
事務所に備え付けられた、全13階建ての訓練施設。
ストーリー進行によって解放され、徐々に強い敵が出てくる。本編中は半分にも満たない5階までしかいけない他、難易度が低いと進行制限がかかる。
内部は出入口を含めた11個の部屋で固定されており、基本的に奥から二つ目にある大部屋にボスが配置されている。このボスを倒すことで鍵が入手でき、さらに上の階へと移動できる。
各フロアはbeepの壁で仕切られているが、これを突破するためにはリムーバルスキルのレベルではなく手前の部屋にいる敵のドロップアイテムが必要となる(ストーリーが進行しないと進めない場合も)。
フロアには宝箱が1、2個置かれた小部屋が4つあり、各種設計図などが隠されているので本編攻略にも欠かせない。
MAD（モンスターの呼称）の内部で生成される物質によって構成された擬似MADという設定だが、クエストの撃破数やドロップアイテムなどはきちんと適用される。

## 登場人物

### メインキャラクター
主要人物6人は音または音楽に因む文字や言葉が含まれている模様。
タクト
声 - 浅沼晋太郎
本作の主人公。オトハの幼なじみとして、オトハのマネージャー兼ボディーガードを務めることになる。マネージャーらしい仕事はアユミが行うため、もっぱらボディガードが本業。最終的には5人全員のマネージャーとなる。
常時テンション低めで、マネージャーの仕事も面倒に思っている。オトハとは付き合いが長いが、特に恋愛感情はない。物語序盤でボディガードとして付いている人物を強化していることが判明し、詠巫女らのサポートを行うようになる。
かつて、beepに襲われるもオトハのおかげで軽度で済んだという過去を持つ。テンションや特殊能力はそのことに由来する模様。アリア曰く、割合としては3割程度がbeepとのこと。
武器は全ての音器のプロトタイプである剣を使用する。詠巫女の力があるわけではないため直接的な戦闘力は低いが、前述の通り便利なサポート効果を有する。
「タクト」とは指揮棒を意味する。
広域に渡ってbeepが消滅するトゥルーエンディングでは、「いなくても大丈夫だから」という理由でbeepがどの程度消滅したのか確認する旅に向かわされる。その際、パートナーとして一人連れて行くことになるが、いずれにしても苦労しそうな様子である。
オトハ
声 - 飯田里穂
新人詠巫女。モモカをはじめとする詠巫女に強い憧れを抱いている。
能天気で、頭より体を動かすタイプ。詠巫女になる夢を目指して歌の練習をしていたところ、beepとそれを駆除しに来たモモカと遭遇。体力切れになったモモカに変わって駆除に成功したことでその才能を見出される。
人との間に壁を作らない性格で、色々確執のあったアリアやキョウカとも率先して仲良くなる。そんな彼女になんだかんだで周囲もほだされている。
コスチュームのベースカラーはピンクで、シンボルマークはハート。テーマソングは「Inchoate Voice」。火属性が得意。
メインウェポンは（小柄な体型に似合わず）斧。これはコスチュームと合わせてモモカのものと同様。歌唱力（物理攻撃力）と持久力が高く、範囲攻撃やノックバックなどの技が多い。しかし、有効射程が短いのでノックバックはむしろ邪魔な場合も。
エンディングでは、久々にタクトと二人だけで過ごせることで楽しげにしており、腕に抱きつくなどしている。
キョウカ
声 - 田辺留依
クールビューティーな詠巫女。彼女だけモモカらの事務所には属しておらず、シオリと行動を共にしている。
シオリに吹き込まれたのか、モモカやオトハらに対して敵対感情を抱いていたが、タクトと行動を共にしたのを契機に一緒に活動するようになり、引っ越してきた。タクトからは「断言することは大体間違っている」という扱いを受けている。
その真面目そうな外見に似合わず、実は生活能力皆無。以前はシオリが家事を一通りやってくれていたらしく、引っ越したあとの自室は着替えが放られていたりなど雑なことになっている。タクトがあまり自分を構ってくれないことに憤るなど、嫉妬深いところもある。
コスチュームのベースカラーは青で、シンボルマークはスペード。テーマソングは「Eureka」。水属性が得意。
メインウェポンは槍。瞬発力に優れるがカナデコの成長に追いつけず、攻撃力はオトハ・カナデコに劣り、魔法も得意ではなく特殊能力や攻撃範囲に欠けるなど半端なスペックとなってしまっている。中距離・リバース（敵を引き寄せる）が槍の固有特性。
エンディングでは、シオリの世話から離れた生活をしたことがなかったため、出発してわずか3日で音を上げてへたり込んでしまった。
カナデコ
声 - 豊田萌絵
大雑把な性格の詠巫女。オトハ以前から詠巫女となっており、ネネとともにデビュー済み。
オトハ以上に脳筋タイプ。スタイルはいいのだが、かなり無防備で羞恥心に欠ける。また、怪力な上にそれをあまり意識していないので、彼女好みに可愛いオトハなどがたまに被害に遭っている。
自室はぬいぐるみがあるなど、趣味自体は女性らしい。が、部屋の備品が破損していたりなど、怪力による被害が散見される。
コスチュームのベースカラーは緑で、シンボルマークはクラブ。テーマソングは「MOVIE＊MENTER」。風属性が得意。
メインウェポンはナックル。キョウカに次ぐ行動速度、高めの体力、最高位の物理攻撃力を持つアタッカー。範囲攻撃も広くはないが使えるので、物理攻撃では極めて頼りになる。また、カナデコ本人は他のキャラに比べて瞬発力の伸びが際立って高い。逆に魔法力は攻防ともに低く、敵に魔法を連発されると苦戦を強いられる。
エンディングでは、初めて目にする海にはしゃぎまくっていた（海がしょっぱいのを知らず、驚愕しているが）。
ネネ
声 - 水瀬いのり
弱気な性格の詠巫女。同じ施設で育ったこともあってカナデコのパートナーとも言える立場であり、同時にその怪力の被害者だった（オトハにその役が移ってほっとしている）。銃器マニア。
控えめや気弱とはまた異なっており、おどおどしつつもかなり失礼な発言をしたり、できれば面倒なことはやりたくなかったりなど、性格に問題がチラホラ見える。しかし、負けず嫌いで努力家でもあるので、訓練はちゃんとやる。
普段はあまり自己主張しない（したとしても後ろ向きな発言がメイン）が、銃器が絡むと饒舌になる。同志が欲しい模様。部屋では油が付くので下着姿でメンテをしている。
コスチュームのベースカラーは黄色で、シンボルマークはダイヤ。テーマソングは「まんまるまるい」。地属性が得意。
メインウェポンは銃（ライフル）。遠距離攻撃に長け、ヒット数が多いのが特徴。反面、持久力と瞬発力が遅いという術師タイプ。スキルによっては近距離も行ける。
エンディングでは、サバイバルな生活にマッチしており、キョウカとは逆にかなり生き生きとしている。
アリア
声 - 山崎エリイ
他の4人よりも早く詠巫女としての活動を始めている少女。しかし、beepに敗れ、現在はとある場所で療養中。他メンバーとはアユミ・モモカの他にはネネと面識があるが、彼女らの知る性格とは大幅に異なっている。
タクトよりもテンションが低く、隙あらば寝ようとする。いまいち常識に欠ける言動をするなど、どこか不思議な印象を放っている。ネネとは別ベクトルのサボりたがりだが、歌や踊りの技能はキョウカも認めるほど高い。
なぜかタクトに引っ付いて寝ることが多く、周囲にあれこれ気を揉ませている。部屋は全体的に黒っぽく、何とも言えないセンスを発揮している。
とある秘密を有しており、ゲーム後半になると覚醒し、パーティーから外れる。
コスチュームのベースカラーは紫で、シンボルマークは月。テーマソングは「Complex：CRESCENT」。無属性が得意。
メインウェポンは扇。神事力が上昇するため、魔法防御力が高い。ヒット数が多かったりアイテムを盗んだり斧以上の広範囲攻撃が可能だったりと、トリッキーな特性を有する。また、円範囲攻撃など便利なチェーンスキルも多く、メインウェポン重視の育成だと離脱後が厳しくなる。
なお、アリアは「詠唱」を意味する。
エンディングでは、タクトが予想した通り眠ってばかりで進もうとせず、タクトにおぶわれている状態。結果、より起きたがらないという変な悪循環となっている。
ねこ（仮）
声 - 日高里菜
名称不明の猫らしきもの。しかし、体毛にあたる部分がモヤのようになっている。「じぅ」という奇妙な鳴き声で鳴く。療養中のアリアと一緒に暮らしていた。
遠目に見る分には何の問題もないが、触ろうと近づくと途端に嫌悪感に苛まれてしまうという謎の特性を持つ。これは飼い主と思しきアリアでも例外ではないが、唯一タクトだけは平気であり同時にねこもタクトになついている。
その正体はbeepであり、内蔵された人格は本来のアリアから奪ったもの。現在のアリアはbeepが入り込んだものであり、前述の性格の差異や非常識さはそのためである。
大幅な被害を出してしまった詠巫女に対する誹謗中傷を自分に向けるために正体を現したアリアとともに、自身も正体を現す。元のアリアの性格ゆえか、考えなしの愉快犯とも言える迷惑な気質を持つ。なお、詠巫女らには悪感情は別に抱いていない。
ノーマルルートの場合、撃破されたアリアに人格を返し、自身はどこかへと姿をくらませる。トゥルールートの場合は溜め込んだ力を解放して自身が人型に変化、超広範囲からbeepを集め一つに凝縮するという「遊び」を何となく敢行する。

### サブキャラクター
モモカ
声 - 井上麻里奈
長年活動している詠巫女。中学生のような外見でぶりっ子キャラで通しているが実際は粗暴で、私生活ではジャージ姿で酒も嗜むという中年男性のような生活をしている。
シオリと同じ39歳なのだが、ぱっと見わからない（シオリからは半ば化物扱いである）。しかし、体力や肌の具合などは年相応に低下してきており、元来才能があまりなかったこともあって詠巫女の仕事もなんとかこなしている状態である。
外見上あまり威厳があるとは言えず、カナデコに「ちみっ子」と呼ばれては怒っている。説教が長く、メンバーには恐れられている模様。
その経験に裏打ちされた高いプライドとプロ意識は、かえって後輩の詠巫女の成長と引き継ぎを阻害してしまっている。
本編終盤で詠巫女の力は使い切ったはずであるが、クリア後に新開発の増幅装置を装着して再び前線に参加、パーティに加わることになる。
アユミ
声 - 新井里美
タクトの上司。モモカのマネージャーを務める。その後もイベント進行などもっぱらマネージャーらしい仕事は彼女が担当する。戦闘時のナレーションも担当するが、この時はちょっとテンションが高い。
長い付き合いもあって、モモカをたしなめられる数少ない人物（聞かないことも多いが）。年齢は不明。
頭の固いモモカやシオリと違い、比較的柔軟な対応ができる。が、同時に問答無用に押しが強いところがある（主にタクト相手）。
シオリ
声 - 原由実
モモカと共に詠巫女を務めていた女性。才能もあったのだが、突如詠巫女の力を喪失してしまい、引退を余儀なくされた。その後、beepによって孤児となったキョウカを引き取った。
モモカへのライバル心から、キョウカに偏った情報を教えており、活動指針もモモカよりも目立とうとすることを優先している。その態度に真面目なキョウカが切れ、怒鳴られたことに強いショックを受け、モモカの部屋に引きこもった。
その後、キョウカがモモカの事務所に引っ越したこともあって流れるように居座る。マネージャーというよりキョウカの母親に近い立場といえ、タクトに手を出さないように釘を刺している。
ゴドウ
声 - 弦徳
街の自警団の団長。
自警団というが、実際は彼しか団員はおらず、言ってしまえば物好きなボランティア。主に詠巫女目当てに群がるファンを引き止めたり逃走を指示したりなど、アシスト活動を行っている。
作中、beepに襲われて見るも無残な化物へと変貌、なんとか元の姿に戻れるも長らく植物状態のような様子となってしまった。
トメキチ
声 - 伊東隼人
詠巫女のファンとして親衛隊の隊長を務めている男性。極めてわかりやすい半纏を着込んでいる。
アユミも名前を覚えられているなどマナーを守る真っ当なファンなのだが、詠巫女の直近に位置する男性であるタクトを危険視して一度は恫喝した。その後は、アユミに吹き込まれた「タクトは特殊性癖持ち」という嘘によって誤解は解けて友好的となる。

## 用語
beep（ビープ）
突如世界に発生した、謎の現象。会話シーンなどでは稲光のようなものを伴った黒い霧のようなもので、フィールド上では様々な色の霧となっている。
beepには生命体の心身を侵食する特性があり、重度に侵食されるとMADと呼ばれる化け物に変容してしまう。幸いにMAD化は免れたとしても、精神が侵されて満足に喋ることができなくなってしまう。また、非生物もMADと化す場合もある。
通常兵器では一切対処不能であり、詠巫女の力でしか消去できない。そのことが判明するまで時間がかかったこともあって、人類は追いやられてしまい、現在では判明している限り街一つを残すのみとなった。現在では空さえもうっすらbeepに覆われており、青空も見えない状態。
長らく現象扱いで自我があるとは思われていなかったが、アリアやねこの存在から意識と言えるものはある模様。ただし、変異個体とも言えるねこでさえも大量に集められたbeepの近くにいると意識が奪われてしまうなど、意識の有り様については不明点が多い。
トゥルールートにおいて、ねこが大量のbeepを集めたことでその撃破によってかなり広域に渡ってbeepが消滅し、空も見えるようになった。また、覆われてはいても生物全てがMAD化していたわけではないことが判明している。
MAD
beepによって変容した異形の存在。フィールド上を歩き回っている他、亜空間から出現することもできる。
トカゲ・蜘蛛・猿・狼など様々な生物が変異している他、ドラゴン・天使など何が元になったのか全く分からない種類もいる。さらに、それよりもよく分からない生物群（強いて言うなら、キュゥべえ、クリオネ、ひよこ虫）も確認されている。
撃破したMADの簡単な生態などはライブラリで確認できる。訓練施設の物も含めてボスのデータは記録されないが、訓練施設のボスは最上層で雑魚として登場するものを倒せば記録される。
体内には超常現象を引き起こす根源である「幻素」と呼ばれる物質が生成されており、アンプ・衣装の素材となっている。
詠巫女
人々の支持によって力を得る、不思議な力を宿した少女たち。そのため、信仰心が薄れると対beep能力が激減してしまう。
通常、5年程度で代替わりらしいが、モモカは完全な例外。人気を引き継がなければいけないため、代替わりの時期は情勢が不安定になりやすいらしい。
詠巫女の主兵装である音器は、かつて詠巫女となった少女を守るためにその父親が心身を尽くして作りあげたものらしい。他にもダメージを抑えるバリア装置とディスクによってbeepやMADに対抗する力を得ている。
当初はアイドル活動と無縁だったが、支持によって力が増すことと住民の不安を解消させる目的から、当時の政府によって独立機関として設立されたという経緯がある。

## 評価
『週刊ファミ通』2014年10月9日増刊号の新作ゲームクロスレビューにおいて、シルバー殿堂に入った。